# Биновце
Биновце (на сръбски: Биновце или Binovce) е село в Община Сурдулица, Пчински окръг, Сърбия. Според преброяването от 2011 г. населението му е 501 жители.

## Население
- 1948 – 598
- 1953 – 627
- 1961 – 673
- 1971 – 690
- 1981 – 646
- 1991 – 603
- 2002 – 553
- 2011 – 501

## Етнически състав (2002)
- сърби – 49,54%
- цигани – 48,28%
- македонци – 0,18%
- неопределили се – 0,18%